# Лухт Ельфріда Янівна
Ельфріда Янівна Лухт (1904, місто Санкт-Петербург, тепер Російська Федерація — ?) — радянська естонська діячка, лікар, завідувач дитячого відділення Республіканського протитуберкульозного диспансеру в Таллінні. Депутат Верховної ради СРСР 4-го скликання.

## Життєпис
Народилася в родині робітника. У 1928 році закінчила робітничий факультет при Ленінградському державному університеті. У 1928—1932 роках — студентка 1-го Ленінградського медичного інституту.
З 1932 по 1941 рік працювала лікарем у різних лікувальних закладах міста Ленінграда.
У 1941—1944 роках — начальник санітарного управління батальйону місцевої протиповітряної оборони в Ленінграді, завідувач лабораторії та лікар військового госпіталю.
У 1944—1946 роках — старший інспектор лікувально-профілактичного управління, начальник відділу Міністерства охорони здоров'я Естонської РСР.
З 1946 року — лікар дитячого відділення, з 1950 року — завідувач дитячого відділення Республіканського протитуберкульозного диспансеру в Таллінні.
Подальша доля невідома.

## Нагороди
- орден «Знак Пошани»
- медаль «За оборону Ленінграда»
- медаль «За доблесну працю у Великій Вітчизняній війні 1941—1945 рр.» (1945)
- медалі